# Livonia (Michigan)
Livonia é uma cidade localizada a noroeste do condado de Wayne no estado do Michigan nos Estados Unidos. Livonia é um grande subúrbio e um tradicional bairro ligado a metrópole por freeways. De acordo com a estimativa do censo de 2009, a população da cidade é de 96.376. O município é uma parte da área metropolitana de Detroit, e situa-se cerca de 22 milhas (35Km) a noroeste do centro da cidade, e a duas milhas (3Km), a partir dos limites da cidade até o limite oeste de Detroit (Redford situa-se entre as duas cidades).

## História
Primeiramente ocupada por pioneiros da Nova Inglaterra e Nova York, um ato do legislador do território de Michigan estabeleceu os limites da Township em 17 de março de 1835. A Região foi nomeada em homenagem a Livonia, Região que hoje compreende a Letónia e a Estónia. Livonia foi incorporada em uma cidade em 23 de maio de 1950 pelo voto dos cidadãos do município. Um significante motivo foi o interesse nas receitas da DRC (Detroit Race Course), que foi a única pista de corrida de Cavalos de Michigan, que encerrou suas atividade em 1998. Livonia foi visitada por seis presidentes, Richard Nixon, Gerald Ford, Ronald Reagan, Bill Clinton, George HW Bush e George W. Bush.

## Política
Livonia está localizada no 11o Distrito Congressional de Michigan, e é representada no congresso por Thaddeus McCotter (Republicano), que foi eleito pela primeira vez ao Congresso em 2002. O Prefeito da cidade é Jack Kirksey, que em 6 de novembro de 2007 venceu Maureen Miller nas eleições.
Livonia faz parte do 6o Distrito do Senado Estadual, e é representada por Glenn S. Anderson (Democrata), que foi eleito em 2006.